# Talgar
Talgar (kazah nyelven: Талғар, orosz nyelven: Талгар) város Délkelet-Kazahsztán Almati területén. A Talgar kerület közigazgatási központja. Népessége 45 529 (2009-es népszámlálási adatok szerint);  43 353 (1999-es népszámlálási eredmények).

## Fekvése
Almatitól 25 km-re, Almati és Esik között, Birliktól néhány kilométerrel keletre fekvő település.

## Nevének eredete
A város neve a Talgar külvárosában található Talkhiz ősi település egy későbbi, módosított nevéből származik.

## Története

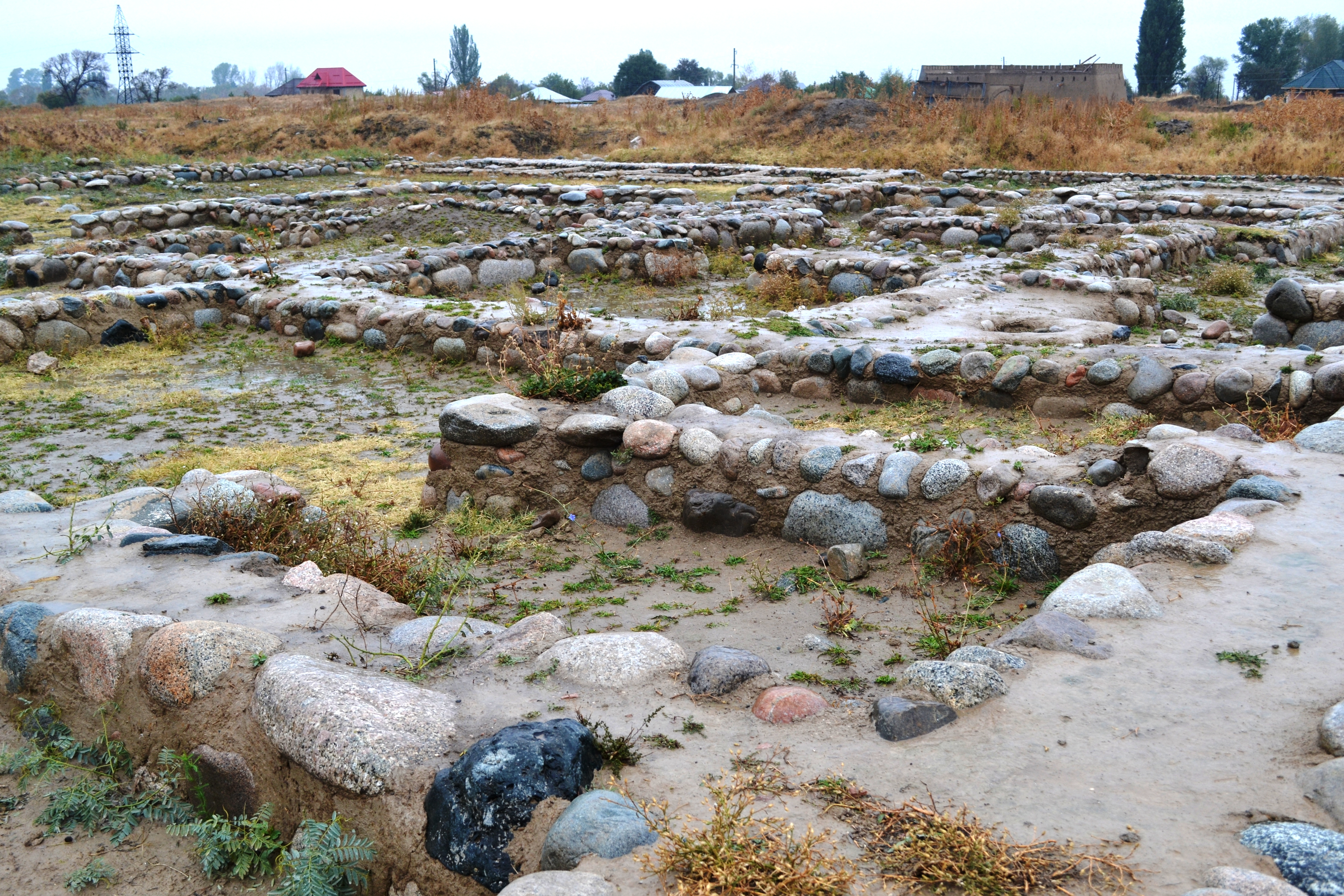
Az ősi város, Talkhiz romjai

Talgarról az első feljegyzéseket egy ismeretlen perzsa földrajztudós készítette a Hudúd al-álam (A világ határai) c. földrajzkönyvében 982-ben. A település neve Talkhiz volt.
A 9. században az egykori selyemút mentén fekvő Talgaron egy török törzs feje építtetett erődöt. A helyet azért választották ki, mert a selyemúton volt, és az Ilintúli Alatau hegység lábánál fekszik, gazdag földeket és nyári legelőket foglal magában.
Idővel Talgar népszerűvé vált a kereskedők és a kézművesek között. A 10. század elején Talgar város lett. Ez volt a politikai és gazdasági változás ideje a kazahsztáni történelemben, mivel az országot a fejedelmi Karahánidák dinasztiája irányította. Kazahsztán területét feltételesen több, a Karahánid-hűbéres által irányított földbirtokra osztották fel. Talgar ebben az időszakban gyorsan fejlődött, és az Ili folyó völgyének más városaihoz hasonlóan a gazdaságilag és földrajzilag fontos terület fővárosa lett.